# هک (آلمان)
هک (به آلمانی: Heek) یک شهر در آلمان است که در بورکن واقع شده‌است. هک ۸٬۴۳۵ نفر جمعیت دارد.